# 韋思謙
韋 思謙（い しけん、611年 - 689年）は、唐代の官僚・政治家。本貫は鄭州陽武県。

## 経歴
任丘県令の韋徳倫の子として生まれた。思謙のもとの名は仁約で、字を思謙といったが、音が武則天の父の武士彠の諱に似ていたため、字をもって称するようになった。思謙は進士に及第し、応城県令に任じられた。吏部尚書の高季輔の推薦により監察御史に抜擢された。永徽元年（650年）、中書令の褚遂良が中書訳語に迫って土地を安く売却させた事件があり、思謙がそのことを弾劾する上奏をして、褚遂良は同州刺史に左遷された。永徽3年（652年）、褚遂良が宰相に復帰すると、思謙は清水県令として出された。尚書左丞の皇甫公義が検校沛王府長史となると、思謙は召し出されて沛王府倉曹となった。右司郎中に累進した。
永淳元年（682年）、思謙は尚書左丞・御史大夫を歴任した。武候将軍の田仁会が侍御史の張仁禕を誣告すると、思謙は張仁禕を弁護して、高宗を納得させた。
弘道元年（683年）、武則天が臨朝称制すると、思謙は宗正寺卿に転じた。光宅元年（684年）、官名が変更されると、思謙は司属寺卿となった。左右の粛政台が分置されると、思謙は右粛政大夫となった。垂拱元年（685年）、博昌県男の爵位を受け、鳳閣鸞台三品（宰相）となった。垂拱2年（686年）、蘇良嗣に代わって納言となった。垂拱3年（687年）、上表して老齢を理由に致仕を願い出た。これを許可され、そのまま太中大夫の位を加えられた。永昌元年（689年）9月、家で死去した。享年は79。幽州都督の位を追贈された。
子に韋承慶・韋嗣立があった。

## 伝記資料
- 『旧唐書』巻88 列伝第38
- 『新唐書』巻116 列伝第41